# Новаковский, Сергей Васильевич
Сергей Васильевич Новако́вский (1913—2004) — советский учёный, в 1963—1977 директор МНИТИ.

## Биография
Родился 12 (25 декабря) 1913 года в Умани (ныне — Черкасская область, Украина) в семье агронома-винодела и учительницы музыки и иностранных языков.
Окончил среднюю школу в Новороссийске (1930). Переехал в Москву, работал сварщиком и электромонтажником.
В 1938 году окончил вечернее отделение радиофакультета Инженерно-технической академии связи имени В. Н. Подбельского. Ещё до защиты диплома был назначен на должность главного инженера Московского телецентра на Шаболовке и руководил наладкой его работы.
В 1941—1943 служил в РККА, командир радиороты. В 1943 году демобилизован и назначен главным конструктором завода Наркомсвязи.
В 1944—1947 годах аспирант кафедры телевидения МЭИС и одновременно в 1944—1950 главный инженер МТЦ, который уже 7 мая 1945 года возобновил свою работу.
С 1951 по 1963 год — в НИИ радио, начальник лаборатории, затем начальник отдела телевидения.
В 1963—1977 директор ВНИИ приёмной телевизионной техники.
С 1977 по 2000 год на научно-преподавательской работе в МЭИС, профессор кафедры телевидения, в 1982—1987 годах заведующий кафедрой.
Кандидат технических наук (1953). Доктор технических наук (1965).
Многие годы С. В. Новаковский был членом Учёных советов МЭИС и МЭИ, Научно-технического совета Минсвязи СССР, членом Президиума Центрального правлении НТОРЭС им. А. С. Попова, председателем Московского городского правления НТОРЭС, научным консультантом Межведомственной комиссии по цветному телевидению при Гостелерадио СССР.
Умер в Москве 13 октября 2004 года, похоронен на Ваганьковском кладбище.

## Награды и премии
- Сталинская премия первой степени (1950) — за создание новой высококачественной телевизионной передающей системы высокой чёткости
- заслуженный деятель науки и техники РСФСР.
- орден Октябрьской революции
- орден «Знак Почёта»
- двенадцать медалей